# Tour der schottischen Rugby-Union-Nationalmannschaft nach Neuseeland 1996
| Tour der Schotten nach Neuseeland 1996 | Tour der Schotten nach Neuseeland 1996 | Tour der Schotten nach Neuseeland 1996 | Tour der Schotten nach Neuseeland 1996 | Tour der Schotten nach Neuseeland 1996 |
| Übersicht                              | S                                      | G                                      | U                                      | N                                      |
| -------------------------------------- | -------------------------------------- | -------------------------------------- | -------------------------------------- | -------------------------------------- |
| Test Matches                           | 2                                      | 0                                      | 0                                      | 2                                      |
| Sonstige Spiele                        | 6                                      | 4                                      | 0                                      | 2                                      |
| Gesamt                                 | 8                                      | 4                                      | 0                                      | 4                                      |
|                                        |                                        |                                        |                                        |                                        |
| Neuseeland                             | 2                                      | 0                                      | 0                                      | 2                                      |

Die Tour der schottischen Rugby-Union-Nationalmannschaft nach Neuseeland 1996 umfasste eine Reihe von Freundschaftsspielen der schottischen Rugby-Union-Nationalmannschaft. Sie reiste im Mai und Juni 1996 durch Neuseeland und bestritt während dieser Zeit acht Spiele. Darunter waren zwei Test Matches gegen die neuseeländische Nationalmannschaft, die beide verloren gingen. Hinzu kamen sechs weitere Spiele gegen regionale Auswahlmannschaften, bei denen vier Siege und zwei Niederlagen resultierten.

## Spielplan
- Hintergrundfarbe grün = Sieg
- Hintergrundfarbe rot = Niederlage

(Test Matches sind grau unterlegt; Ergebnisse aus der Sicht Schottlands)
| # | Datum         | Gegner                         | Ort          | Stadion                       | Ergebnis |
| - | ------------- | ------------------------------ | ------------ | ----------------------------- | -------- |
| 1 | 28. Mai 1996  | Whanganui Rugby Football Union | Wanganui     | Cooks Gardens                 | 49:13    |
| 2 | 31. Mai 1996  | Northland Rugby Union          | Whangārei    | Okara Park                    | 10:15    |
| 3 | 05. Juni 1996 | Waikato Rugby Union            | Hamilton     | Rugby Park                    | 35:39    |
| 4 | 08. Juni 1996 | Southland Rugby Union          | Invercargill | Rugby Park Stadium            | 31:21    |
| 5 | 11. Juni 1996 | South Island XV                | Blenheim     | Lansdowne Park                | 63:21    |
| 6 | 15. Juni 1996 | Neuseeland                     | Dunedin      | Carisbrook                    | 31:62    |
| 7 | 18. Juni 1996 | Bay of Plenty Rugby Union      | Rotorua      | Rotorua International Stadium | 35:31    |
| 8 | 22. Juni 1996 | Neuseeland                     | Auckland     | Eden Park                     | 12:36    |

## Test Matches
| 15. Juni 1996 | Neuseeland | 62 : 31         | Schottland                                                                                              | Carisbrook, Dunedin Zuschauer: 35.695 Schiedsrichter: Wayne Erickson (Australien) |
| 15. Juni 1996 | Versuche: Z. Brooke Cullen (4) I. Jones Lomu Marshall Mehrtens Erhöhungen: Mehrtens (7) Straftritte: Mehrtens | (31:19) Bericht | Versuche: Joiner Peters Townsend Erhöhungen: Shepherd (3) Straftritte: Shepherd (3) Dropgoals: Shepherd | Carisbrook, Dunedin Zuschauer: 35.695 Schiedsrichter: Wayne Erickson (Australien) |

Aufstellungen:
- Neuseeland: Robin Brooke, Zinzan Brooke, Olo Brown, Frank Bunce, Christian Cullen, Craig Dowd, Sean Fitzpatrick , Ian Jones, Michael Jones, Josh Kronfeld, Jonah Lomu, Justin Marshall, Scott McLeod, Andrew Mehrtens, Jeff Wilson 
 Auswechselspieler: Eric Rush
- Schottland: Gary Armstrong, Damian Cronin, Ronnie Eriksson, Dave Hilton, Ian Jardine, Craig Joiner, Kenny Logan, Kevin McKenzie, Eric Peters, Rowen Shepherd, Ian Smith, Gregor Townsend, Rob Wainwright , Doddie Weir, Peter Wright

| 22. Juni 1996 | Neuseeland                                                                                            | 36 : 12        | Schottland                                     | Eden Park, Auckland Zuschauer: 46.500 Schiedsrichter: Wayne Erickson (Australien) |
| 22. Juni 1996 | Versuche: Z. Brooke I. Jones Kronfeld (2) Strafversuch Erhöhungen: Mehrtens (4) Straftritte: Mehrtens | (17:7) Bericht | Versuche: Peters Shepherd Erhöhungen: Shepherd | Eden Park, Auckland Zuschauer: 46.500 Schiedsrichter: Wayne Erickson (Australien) |

Aufstellungen:
- Neuseeland: Robin Brooke, Zinzan Brooke, Olo Brown, Frank Bunce, Christian Cullen, Craig Dowd, Sean Fitzpatrick , Ian Jones, Michael Jones, Josh Kronfeld, Walter Little, Justin Marshall, Andrew Mehrtens, Eric Rush, Jeff Wilson 
 Auswechselspieler: Mark Allen, Adrian Cashmore, Blair Larsen
- Schottland: Gary Armstrong, Damian Cronin, Scott Hastings, Dave Hilton, Ian Jardine, Kenny Logan, Kevin McKenzie, Eric Peters, Rowen Shepherd, Ian Smith, Tony Stanger, Barry Stewart, Gregor Townsend, Rob Wainwright , Doddie Weir 
 Auswechselspieler: Derek Stark